# Кадец, Михаил Иосифович
Михаил Иосифович Кадец (30 ноября 1923, Киев — 7 марта 2011, Харьков) — советский и украинский математик.

## Биография
В 1941—1946 гг. в РККА: учился в лётном училище, служил в караульных войсках.
Окончил Харьковский университет (1950).
Работал в Макеевском НИИ Министерства угля СССР (Донецкая область, 1950—1057); Харьковском автодорожном институте (1957—1960) и Высшем авиационном училище (1960—1965); в Харьковской академии городского хозяйства (1965—2011): заведующий, а с 1992 — профессор кафедры высшей математики.
Отец математика Владимира Кадеца (род. 1960).

## Научная деятельность
Исследования посвящены вопросам теории функций и функциональному анализу, в частности изучению топологических и геометрических свойств банаховых пространств. Доказал гомеоморфность всех сепарабельных безразмерных банаховых пространств, нашел асимптотически точную оценку проекционных постоянных конечных нормативных пространств (соавт.).

### Работы
- О минимальных системах и квазидополнениях в пространстве Банаха // Докл. АН СССР. 1962. Т. 145, № 2 (соавт.);
- Базисные последовательности, биортогональные системы и нормирующие множества в пространствах Банаха и Фреше // Studia Mathematica. 1965. Vol. 25, № 3 (соавт.);
- Доказательство топологической эквивалентности всех сепарабельных бесконечномерных банаховых пространств // Функц. анализ и его приложения. 1967. Т. 1, № 1;
- Переставление рядов в пространствах Банаха. Тарту, 1988 (соавт.); Series in Banach Spaces: Conditional and Unconditional Convergence. Basel; Boston; Berlin, 1997 (соавт.).

## Награды и звания
- Заслуженный деятель науки и техники УССР (1991);
- Государственная премия Украины в области науки и техники (2005);
- Доктор физико-математических наук (1963);
- Профессор (1964).